# Phalangogonia ratcliffei
Phalangogonia ratcliffei är en skalbaggsart som beskrevs av Smith och Moron 2003. Phalangogonia ratcliffei ingår i släktet Phalangogonia och familjen Rutelidae. Inga underarter finns listade i Catalogue of Life.